# Isle of Man TT 1959
De Isle of Man TT 1959 was de tweede Grand Prix van het wereldkampioenschap wegrace-seizoen 1959. De races werden verreden van 1- tot en met 6 juni op het eiland Man. Opnieuw reden alle WK-klassen op Man, maar voor de 125cc-klasse en de 250cc-klasse was het de openingsrace van het seizoen.

## Algemeen
Deze TT werd gekenmerkt door het verschijnen van de eerste Amerikaanse en Japanse coureurs: Uit Japan kwam het team van Honda met Giichi Suzuki, Junzo Suzuki, Teisuke Tanaka, Naomi Taniguchi en de Amerikaan Bill Hunt als teamcaptain. Op privébasis startten de Amerikanen Fred LaBelle en Ralph Fox. Het zou achteraf de laatste TT van de Britse sterren Geoff Duke en Cyril Smith blijken te zijn. Na het verdwijnen van de Clubmans Junior TT en de Clubmans Senior TT in 1957 richtte men toch weer twee nieuwe klassen in, dit keer voor uitsluitend productieracers: de 500 Formula One TT en de 350 Formula One TT. De bedoeling daarvan was om de Britse machines een kans te geven om te winnen, want feitelijk sloot men hierdoor alleen de MV Agusta 350 4C en de MV Agusta 500 4C uit en kon er alleen gereden worden met de Norton Manx, de Matchless G50, de BMW R 50 en de AJS 7R. De coureurs namen deze klassen niet erg serieus, maar omdat ze op zaterdagavond vóór de raceweek werden verreden beschouwde men ze als een extra training. Het was dan ook eenmalig: in 1960 kwamen deze races niet terug. Het was ook de laatste editie waarin de kortere Clypse Course werd gebruikt.

## Mountain Course Races

### Senior TT
Zaterdag 6 juni, 8 ronden (486 km)
De Senior TT stond gepland voor vrijdag 5 juni, maar werd vanwege de weersomstandigheden een dag opgeschoven, maar ook op zaterdag was het weer zeer slecht. De race begon droog, waardoor John Surtees een recordronde met staande start van 101,18 mijl per uur kon rijden, maar daarna kregen de coureurs te maken met harde regen en mist, waardoor Surtees' racegemiddelde zakte naar 87,94 mijl per uur. Hij won de race met vijf minuten voorsprong op Alistair King en liefst tien minuten op derde man Bob Brown. John Hartle, de teamgenoot van Surtees, viel uit.

#### Uitslag Senior TT
| Pos | Coureur        | Merk      | Tijd      | Punten |
| --- | -------------- | --------- | --------- | ------ |
| 1   | John Surtees   | MV Agusta | 3:00"13'4 | 8      |
| 2   | Alistair King  | Norton    | 3:05"21'0 | 6      |
| 3   | Bob Brown      | Norton    | 3:10"56'4 | 4      |
| 4   | Derek Powell   | Matchless | 3:11"14'2 | 3      |
| 5   | Bob McIntyre   | Norton    | 3:12"27'8 | 2      |
| 6   | Paddy Driver   | Norton    | 3:14"55'4 | 1      |
| 7   | Alan Shepherd  | Matchless | 3:16"27'4 |        |
| 8   | George Catlin  | Matchless | 3:17"33'6 |        |
| 9   | Ralph Rensen   | Norton    | 3:18"08'2 |        |
| 10  | Peter Pawson   | Norton    | 3:18"21'4 |        |
| 11  | Brian Setchell | Norton    | 3:20"15'4 |        |
| 12  | Ron Miles      | Norton    | 3:24"32'2 |        |
| 13  | Bill Smith     | Matchless | 3:26"13'0 |        |
| 14  | Ewan Haldane   | Norton    | 3:28"13'0 |        |
| 15  | Bob Rowbottom  | Norton    | 3:28"18'4 |        |
| 16  | Tom Phillis    | Norton    | 3:36"44'0 |        |
| 17  | Joe Wright     | Norton    | 3:39"00'6 |        |
| 18  | Harry Grant    | Norton    | 3:42"28'6 |        |
| 19  | Fred Stevens   | AJS       | 3:42"44'4 |        |
| 20  | Fred LaBelle   | BMW       | 3:43"31'8 |        |

#### Niet gefinisht
| Coureur        | Merk      | Oorzaak |
| -------------- | --------- | ------- |
| Eric Hinton    | Norton    |         |
| Jack Findlay   | Norton    |         |
| Horst Kassner  | Norton    |         |
| Alan Trow      | Norton    |         |
| Arthur Wheeler | AJS       |         |
| Bob Anderson   | Norton    |         |
| Derek Minter   | Norton    |         |
| Dickie Dale    | BMW       |         |
| Jack Brett     | Norton    |         |
| John Hartle    | MV Agusta |         |
| Mike Hailwood  | Norton    |         |
| Terry Shepherd | Norton    |         |
| Jim Redman     | Norton    |         |

#### Niet deelgenomen
| Coureur        | Merk      | Oorzaak |
| -------------- | --------- | ------- |
| Ken Kavanagh   | Norton    |         |
| Alois Huber    | BMW       |         |
| Geoff Duke     | Norton    |         |
| Remo Venturi   | MV Agusta |         |
| John Hempleman | Norton    |         |
| Gary Hocking   | Norton    |         |

#### Top tien tussenstand 500cc-klasse
| Pos | Coureur        | Merk      | Ptn |
| --- | -------------- | --------- | --- |
| 1   | John Surtees   | MV Agusta | 16  |
| 2   | Alistair King  | Norton    | 6   |
| 2   | Remo Venturi   | MV Agusta | 6   |
| 4   | Bob Brown      | Norton    | 4   |
| 4   | Gary Hocking   | Norton    | 4   |
| 6   | Dickie Dale    | BMW       | 3   |
| 6   | Derek Powell   | Matchless | 3   |
| 8   | Paddy Driver   | Norton    | 2   |
| 8   | Bob McIntyre   | Norton    | 2   |
| 8   | Terry Shepherd | Norton    | 2   |

### Junior TT
Zaterdag 6 juni, 8 ronden (486 km)
John Surtees won de Junior TT zonder problemen, maar zijn teamgenoot John Hartle werd naar de derde plaats verdrongen door Bob McIntyre, tot diens AJS 7R in de vierde ronde stilviel. Daarna moest Hartle ook nog de aanvallen van Alistair King afslaan. Geoff Duke werd in zijn laatste TT-race vierde.
| Pos | Coureur        | Merk      | Tijd      | Punten |
| --- | -------------- | --------- | --------- | ------ |
| 1   | John Surtees   | MV Agusta | 2:46"08'0 | 8      |
| 2   | John Hartle    | MV Agusta | 2:49"12'2 | 6      |
| 3   | Alistair King  | Norton    | 2:49"22'6 | 4      |
| 4   | Geoff Duke     | Norton    | 2:50"12'4 | 3      |
| 5   | Bob Anderson   | Norton    | 2:50"59'6 | 2      |
| 6   | Dave Chadwick  | Norton    | 2:51"17'6 | 1      |
| 7   | Bob Brown      | Norton    | 2:51"53'2 |        |
| 8   | Derek Minter   | Norton    | 2:52"13'8 |        |
| 9   | Terry Shepherd | Norton    | 2:53"23'4 |        |
| 10  | George Catlin  | AJS       | 2:53"24'8 |        |
| 11  | Ralph Rensen   | Norton    | 2:55"16'0 |        |
| 12  | Gary Hocking   | Norton    | 2:55"35'2 |        |
| 13  | Ewan Haldane   | Norton    | 2:55"35'4 |        |
| 14  | Eric Hinton    | Norton    | 2:55"43'6 |        |
| 15  | Syd Mizen      | AJS       | 2:56"29'8 |        |
| 16  | Roger Graham   | Norton    | 2:57"25'2 |        |
| 17  | Bill Smith     | AJS       | 2:58"32'8 |        |
| 18  | Derek Powell   | AJS       | 2:59"13'6 |        |
| 19  | Brian Setchell | Norton    | 2:59"41'2 |        |
| 20  | Bruce Daniels  | Norton    | 2:59"51'4 |        |
| 21  | Arthur Wheeler | AJS       | 2:59"59'2 |        |
| 22  | Tommy Robb     | Norton    | 3:00"06'6 |        |
| 25  | Horst Kassner  | Norton    | 3:00"49'8 |        |
| 36  | Jim Redman     | Norton    | 3:06"46'2 |        |

| Coureur       | Merk   | Oorzaak             |
| ------------- | ------ | ------------------- |
| Jack Findlay  | Norton |                     |
| Ken Kavanagh  | Norton |                     |
| Tom Phillis   | Norton | Gebroken drijfstang |
| Alan Shepherd | AJS    |                     |
| Alan Trow     | Norton |                     |
| Bob McIntyre  | AJS    |                     |
| Dickie Dale   | AJS    |                     |
| Mike Hailwood | Norton |                     |
| Ed LaBelle    | Norton |                     |
| Paddy Driver  | Norton |                     |

| Coureur           | Merk      | Oorzaak |
| ----------------- | --------- | ------- |
| Ernesto Brambilla | MV Agusta |         |
| Gilberto Milani   | Norton    |         |
| Remo Venturi      | MV Agusta |         |
| John Hempleman    | Norton    |         |

#### Top negen tussenstand 350cc-klasse
(Slechts negen coureurs hadden al punten gescoord)
| Pos | Coureur        | Merk      | Ptn |
| --- | -------------- | --------- | --- |
| 1   | John Surtees   | MV Agusta | 16  |
| 2   | John Hartle    | MV Agusta | 10  |
| 3   | Gary Hocking   | Norton    | 6   |
| 4   | Bob Anderson   | Norton    | 5   |
| 5   | Alistair King  | Norton    | 4   |
| 6   | Geoff Duke     | Norton    | 3   |
| 7   | Paddy Driver   | Norton    | 2   |
| 8   | Dave Chadwick  | Norton    | 1   |
| 8   | Terry Shepherd | Norton    | 1   |

### Formula One TT-race
De 500 Formula One TT en de 350 Formula One TT werden in één race verreden, op zaterdag 30 mei over slechts drie ronden. Coureurs die zowel in de Senior TT als in de Junior TT wilden starten moesten dus kiezen of ze met hun 350- of hun 500cc-machine zouden starten. De MV Agusta's waren uitgesloten, omdat hun machines niet over de toonbank te koop waren. De deelnemers namen deze race echter niet al te serieus. Ze beschouwden het als een extra training waaraan John Surtees en John Hartle niet mochten deelnemen.
| Pos | Coureur         | Merk      | Tijd      |
| --- | --------------- | --------- | --------- |
| 1   | Bob McIntyre    | Norton    | 1:09"28'4 |
| 2   | Bob Brown       | Norton    | 1:10"39'0 |
| 3   | Terry Shepherd  | Norton    | 1:10"54'4 |
| 4   | Ken Kavanagh    | Norton    | 1:11"14'6 |
| 5   | Jimmy Buchan    | Norton    | 1:11"39'6 |
| 6   | Don Chapman     | Norton    | 1:11"56'2 |
| 7   | Derek Powell    | Matchless | 1:13"00'6 |
| 8   | Roy Ingram      | Norton    | 1:13"27'8 |
| 9   | Bruce Daniels   | Norton    | 1:15"02'2 |
| 10  | Ron Miles       | Norton    | 1:15"32'8 |
| 11  | Den Jarman      | Norton    | 1:17"19'0 |
| 12  | Lewis Young     | Norton    | 1:17"57'2 |
| 13  | G. Pennington   | Norton    | 1:19"05'4 |
| 14  | Llewelyn Ranson | Norton    | 1:19"48'8 |
| 15  | Ed LaBelle      | BMW       | 1:20"22'0 |

| Coureur     | Merk | Oorzaak |
| ----------- | ---- | ------- |
| Dickie Dale | BMW  |         |

| Pos | Coureur        | Merk   | Tijd      |
| --- | -------------- | ------ | --------- |
| 1   | Alistair King  | AJS    | 1:11"45'4 |
| 2   | Bob Anderson   | Norton | 1:12"05'2 |
| 3   | Mike Hailwood  | Norton | 1:12"27'8 |
| 4   | Dave Chadwick  | Norton | 1:13"28'2 |
| 5   | Tom Phillis    | Norton | 1:14"36'4 |
| 6   | Syd Mizen      | AJS    | 1:14"54'6 |
| 7   | Jim Redman     | Norton | 1:16"06'8 |
| 8   | Bill Smith     | AJS    | 1:16"31'0 |
| 9   | Vernon Cottle  | Norton | 1:18"45'0 |
| 10  | Bill Robertson | AJS    | 1:20"42'6 |
| 11  | Joe Glazebrook | Norton | 1:23"52'8 |
| 12  | Ralph Fox      | AJS    | 1:23"53'8 |

## Clypse Course Races

### Lightweight TT
MV Agusta won met Tarquinio Provini de Lightweight TT, met Carlo Ubbiali als tweede, maar ze kregen veel tegenstand van Mike Hailwood op zijn privé-Mondial 250 Bialbero. Van de zesde tot en met de achtste ronde leidde Hailwood zelfs, maar zijn machine viel bij Brandish Corner stil. Provini en Ubbiali maakten er daarna een spannende race van en finishten slechts 0,4 seconde na elkaar. Dave Chadwick, voor de gelegenheid ook voorzien van een MV Agusta 250 Bicilindrica, werd derde. Tommy Robb bracht de "Geoff Monty Special" op de vierde plaats binnen.
| Pos | Coureur           | Merk      | Tijd      | Punten |
| --- | ----------------- | --------- | --------- | ------ |
| 1   | Tarquinio Provini | MV Agusta | 1:23"15'8 | 8      |
| 2   | Carlo Ubbiali     | MV Agusta | 1:23"16'2 | 6      |
| 3   | Dave Chadwick     | MV Agusta | 1:26"52'4 | 4      |
| 4   | Tommy Robb        | GMS       | 1:27"57'0 | 3      |
| 5   | Horst Kassner     | NSU       | 1:29"43'0 | 2      |
| 6   | Rudi Thalhammer   | NSU       | 1:29"49'6 | 1      |
| 7   | Arthur Wheeler    | NSU       | 1:23"47'0 |        |
| 8   | Josef Autengruber | NSU       | 1:24"02'6 |        |
| 9   | Fron Purslow      | NSU       | 1:25"18'0 |        |
| 10  | Siegfried Lohmann | NSU       | 1:25"59'0 |        |
| 11  | N. Orr            | NSU       | 1:31"55'6 |        |
| 12  | B. Andersson      | Velocette | 1:24"10'4 |        |

| Coureur       | Merk    | Oorzaak |
| ------------- | ------- | ------- |
| Luigi Taveri  | MZ      |         |
| Ernst Degner  | MZ      |         |
| Horst Fügner  | MZ      |         |
| Derek Minter  | REG     |         |
| Mike Hailwood | Mondial |         |

| Coureur         | Merk    | Oorzaak |
| --------------- | ------- | ------- |
| Günter Beer     | Adler   |         |
| Dickie Dale     | Benelli |         |
| Geoff Duke      | Benelli |         |
| Phil Carter     | NSU     |         |
| Emilio Mendogni | Morini  |         |
| Libero Liberati | Morini  |         |
| Gary Hocking    | MZ      |         |

#### Tussenstand 250cc-klasse
Conform wedstrijduitslag

### Ultra-Lightweight TT
Tarquinio Provini won met zijn MV Agusta 125 Bialbero de Ultra-Lightweight TT, maar hij kreeg behoorlijk tegenstand van Luigi Taveri met de Oost-Duitse MZ RE 125 en Mike Hailwood met zijn Ducati 125 Trialbero. Taveri reed de snelste ronde, maar kwam op de finish zeven seconden tekort. Honda scoorde haar eerste WK-punt omdat Naomi Taniguchi zijn Honda RC 142 naar de zesde plaats stuurde. Honda won ook de teamprijs door de zevende plaats van Giichi Suzuki, de achtste plaats van Teisuke Tanaka en de elfde plaats van Junzo Suzuki.
| Pos | Coureur           | Merk      | Tijd      | Punten |
| --- | ----------------- | --------- | --------- | ------ |
| 1   | Tarquinio Provini | MV Agusta | 1:27"25'2 | 8      |
| 2   | Luigi Taveri      | MZ        | 1:27"32'6 | 6      |
| 3   | Mike Hailwood     | Ducati    | 1:29"44'0 | 4      |
| 4   | Horst Fügner      | MZ        | 1:30"11'6 | 3      |
| 5   | Carlo Ubbiali     | MV Agusta | 1:30"55'6 | 2      |
| 6   | Naomi Taniguchi   | Honda     | 1:34"48'0 | 1      |
| 7   | Giichi Suzuki     | Honda     | 1:37"03'4 |        |
| 8   | Teisuke Tanaka    | Honda     | 1:38"58'6 |        |
| 9   | Tommy Robb        | Ducati    | 1:39"12'2 |        |
| 10  | Fron Purslow      | Ducati    | 1:39"33'2 |        |
| 11  | Junzo Suzuki      | Honda     | 1:41"18'6 |        |
| 12  | R. Porter         | MV Agusta | 1:43"46'8 |        |
| 13  | Bill Maddrick     | Ducati    | 1:45"29'4 |        |
| 14  | K. Tully          | Ducati    | 1:46"48'4 |        |
| 15  | P. Carr           | Ducati    | 1:47"53'4 |        |
| 16  | Leonhard Harfield | LCH       | 1:50"32'2 |        |
| 17  | J. Percival       | MV Agusta | 1:51"11'6 |        |
| 18  | Gary Dickinson    | MV Agusta | 1:54"50'4 |        |

| Coureur         | Merk      | Oorzaak |
| --------------- | --------- | ------- |
| Ken Kavanagh    | Ducati    |         |
| Ernst Degner    | MZ        |         |
| Dave Chadwick   | MV Agusta |         |
| Bruno Spaggiari | Ducati    |         |
| Bill Hunt       | Honda     | Val     |

| Coureur         | Merk               | Oorzaak |
| --------------- | ------------------ | ------- |
| Werner Musiol   | MZ                 |         |
| Karl Kronmüller | Ducati             |         |
| Arthur Wheeler  | Ducati             |         |
| Derek Minter    | MZ                 |         |
| Alberto Pagani  | Ducati / MV Agusta |         |
| Francesco Villa | Ducati             |         |
| Gary Hocking    | MZ / MV Agusta     |         |
| Ulf Svensson    | Ducati             |         |

#### Tussenstand 125cc-klasse
Conform wedstrijduitslag

### Sidecar TT
De Sidecar TT was de laatste klasse die ooit op de Clypse Course zou rijden. Het werd een tamelijk eenvoudige overwinning voor regerend wereldkampioenen Walter Schneider/Hans Strauß die twee minuten voorsprong hadden op Florian Camathias/Hilmar Cecco en vier minuten op Fritz Scheidegger/Horst Burkhardt. Cyril Smith viel in zijn laatste TT uit, waardoor geen enkele Norton-combinatie punten scoorde.
| Pos | Coureur           | Bakkenist         | Merk        | Tijd      | Punten |
| --- | ----------------- | ----------------- | ----------- | --------- | ------ |
| 1   | Walter Schneider  | Hans Strauß       | BMW         | 1:29"02'8 | 8      |
| 2   | Florian Camathias | Hilmar Cecco      | BMW         | 1:31"06'8 | 6      |
| 3   | Fritz Scheidegger | Horst Burkhardt   | BMW         | 1:33"16'2 | 4      |
| 4   | Helmut Fath       | Alfred Wohlgemuth | BMW         | 1:33"51'0 | 3      |
| 5   | Edgar Strub       | Mick Woollett     | BMW         | 1:36"12'2 | 2      |
| 6   | Owen Greenwood    | Terry Fairbrother | Triumph     | 1:37"15'8 | 1      |
| 7   | Loni Neußner      | Edwin Blauth      | BMW         | 1:37"15'8 |        |
| 8   | Charlie Freeman   | Billie Nelson     | Norton      | 1:38"34'4 |        |
| 9   | R. Cheney         | J. Gibbins        | Norton      | 1:41"12'6 |        |
| 10  | R. Yorke          | M. Merrick        | Norton      | 1:42"08'6 |        |
| 11  | B. Green          | R. Eden           | Norton      | 1:42"44'4 |        |
| 12  | T. Folwell        | P. Knocker        | Norton      | 1:43"37'2 |        |
| 13  | P. Millard        | A. Tressland      | Norton      | 1:44"24'2 |        |
| 14  | D. Brindley       | J. Waugh          | BSA         | 1:44"25'6 |        |
| 15  | Jackie Beeton     | Eddie Bulgin      | Norton      | 1:44"28'0 |        |
| 16  | G. de Orfe        | D. Fynn           | Norton      | 1:44"28'2 |        |
| 17  | Stan Nightingale  | E. Sheldon        | Norton      | 1:44"40'4 |        |
| 18  | E. Walker         | J. Bollington     | WRB-Triumph | 1:46"14'0 |        |
| 19  | E. Vincent        | R. Harding        | Norton      | 1:48"37'4 |        |
| 20  | J. Horan          | J Bowden          | EYT-Norton  | 1:43"00'0 |        |

| Coureur      | Bakkenist     | Merk   | Oorzaak |
| ------------ | ------------- | ------ | ------- |
| Bill Beevers | John Chisnell | BMW    |         |
| Cyril Smith  | Eric Bliss    | Norton |         |
| Pip Harris   | Ray Campbell  | BMW    |         |

| Coureur         | Bakkenist          | Merk   | Oorzaak |
| --------------- | ------------------ | ------ | ------- |
| Alwin Ritter    | Peter Joss         | BMW    |         |
| August Rohsiepe | Arthur Gardyanczik | BMW    |         |
| Max Deubel      | Horst Höhler       | BMW    |         |
| Jo Rogliardo    | Marcel Godillot    | BMW    |         |
| Joseph Duhem    | Roger Burtin       | BMW    |         |
| Bill Boddice    | Bill Canning       | Norton |         |

### Top acht tussenstand zijspanklasse
(Slechts acht combinaties hadden al punten gescoord)
| Pos | Coureur           | Bakkenist                   | Merk    | Ptn |
| --- | ----------------- | --------------------------- | ------- | --- |
| 1   | Walter Schneider  | Hans Strauß                 | BMW     | 14  |
| 2   | Fritz Scheidegger | Horst Burkhardt             | BMW     | 12  |
| 3   | Florian Camathias | Hilmar Cecco                | BMW     | 6   |
| 3   | Helmut Fath       | Alfred Wohlgemuth           | BMW     | 6   |
| 3   | Edgar Strub       | Jo Siffert en Mick Woollett | BMW     | 6   |
| 6   | Jo Rogliardo      | Marcel Godillot             | BMW     | 2   |
| 7   | Owen Greenwood    | Terry Fairbrother           | Triumph | 1   |
| 7   | Alwin Ritter      | Peter Joss                  | BMW     | 1   |

## Trivia

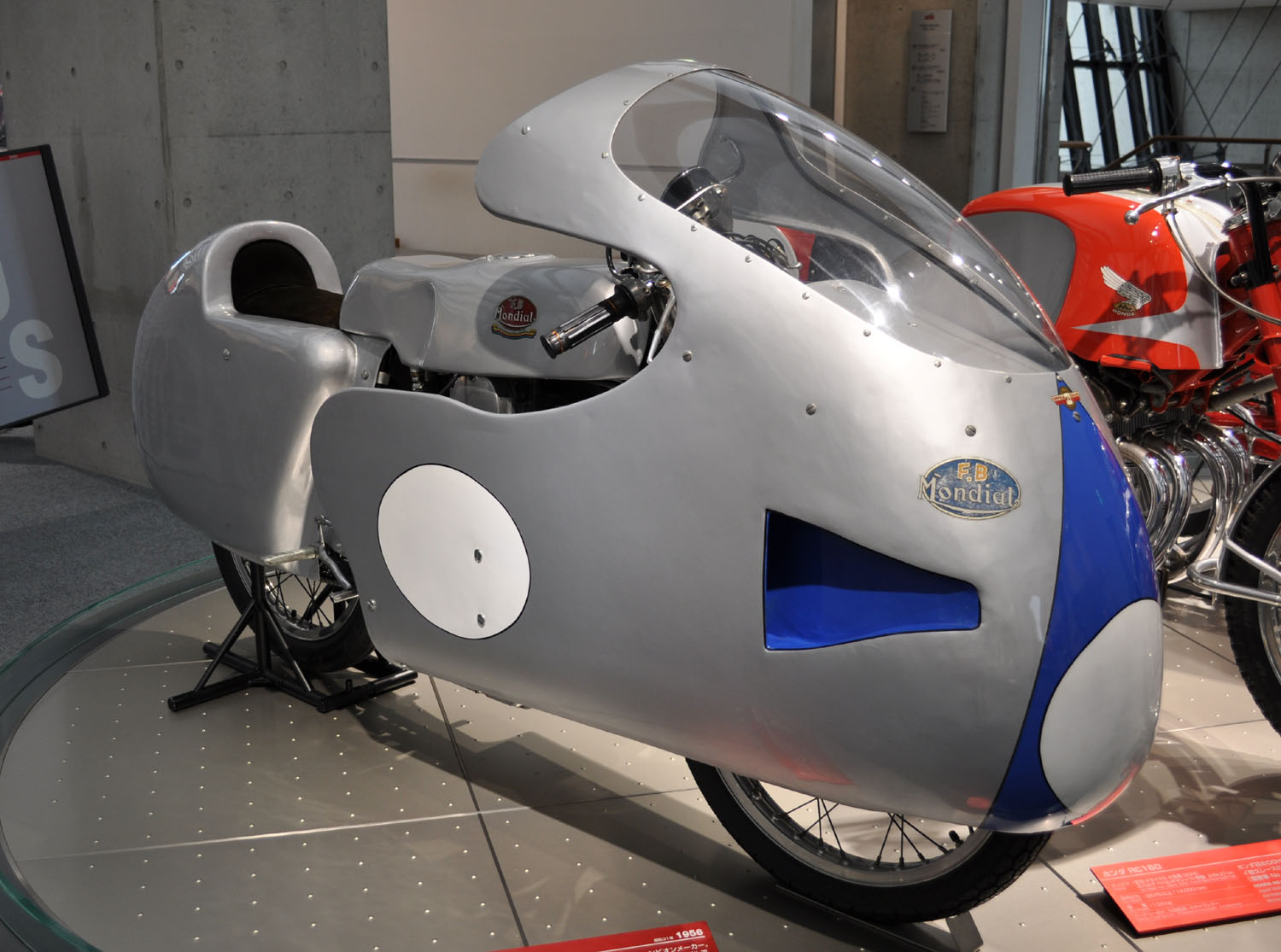
De Mondial 125 Bialbero naast de Honda RC 160 in de Honda Collection Hall

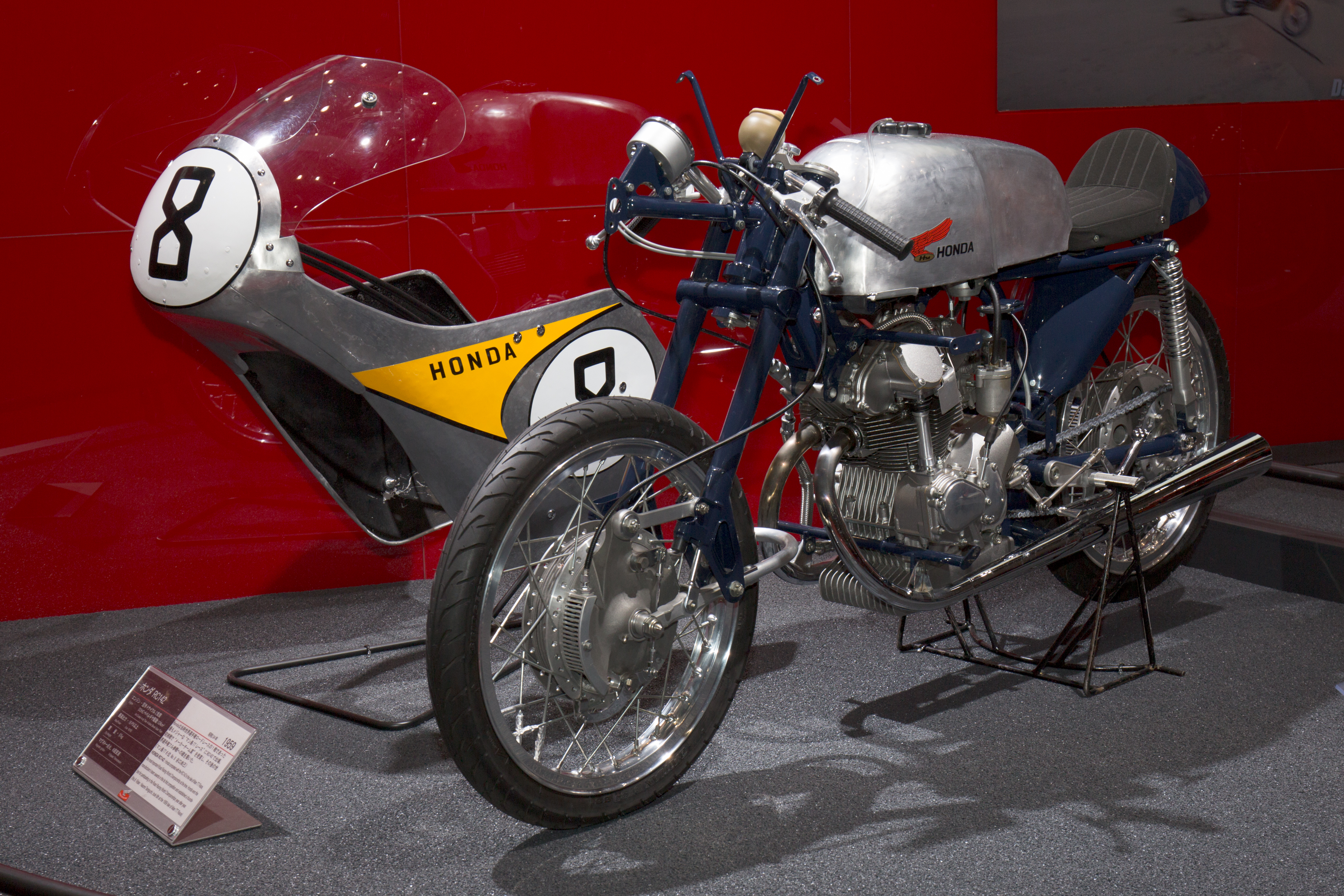
Honda RC 142

### Het Honda-team
Honda-oprichter Soichiro Honda had in 1954 de Isle of Man TT bezocht en was in eerste instantie onder de indruk van de Snaefell Mountain Course en de Clypse Course, maar hij schrok van de vermogens die de machines leverden. Toch gaf hij marketing-directeur Takeo Fujisawa de opdracht om een plan te maken om al in 1955 aan de TT deel te nemen met een 250cc-machine die 25 pk moest leveren. Dat was niet haalbaar, want de sterkste Honda, de Honda Dream Model 4E leverde slechts 8½ pk, terwijl een NSU Sportmax-productieracer 39 pk op de been bracht. Voor de TT van 1959 stelde men in 1958 Kiyoshi Kawashima als projectleider aan. Zijn eerste taak was een racemachine te ontwikkelen. Hoewel er veel ingenieurs van middelbare leeftijd bij Honda werkten, stelde "Oyaji" (Vader) Honda alleen jonge mensen aan bij het team. Tadashi Kume en Kimio Shinmura waren verantwoordelijk voor de motor en Toshiji Baba ontwikkelde het frame. De coureurs werden geworven uit de Honda Speed Club, een fabrieksvereniging die ook in de heuvelklimwedstrijden op de Asama-vulkaan aan de start kwam. Men schafte een Mondial 125 Bialbero uit 1956 aan om als voorbeeld te dienen. Hoewel de Mondial een eencilinder was, besloot men toch een tweecilinder te bouwen, de Honda RC 141.
In januari 1959 was deze eerste machine, die RC 141 heette, klaar. Ze leverde echter slechts 15,3 pk en dat was veel minder dan de twee jaar oude Mondial. De RC 141 was een staande paralleltwin met dubbele bovenliggende nokkenassen die door een koningsas werden aangedreven. De boring/slagverhouding was 44 x 41 mm waardoor de cilinderinhoud op 124,7 cc kwam. De machine had echter slechts twee kleppen per cilinder. Er werd meteen een tweede machine ontwikkeld die vier kleppen per cilinder had. Deze RC 142 leverde 17,4 pk. De machines hadden een ruggengraatframe met de motor als dragend deel en een schommelvoorvork. De remmen waren simplexremmen. De cilinders helden 6° voorover. De inlaatkleppen maakten een hoek van 40° en de uitlaatkleppen een hoek van 44°. Er waren Keihin-vlakke schuif carburateurs met losse vlotterkamers gebruikt. De smering werd verzorgd door een wet-sumpsysteem met twee liter olie. De machines hadden zes versnellingen
Met vijf RC 141's en vier Honda CB 92 Benly Super Sports als trainingsmotor toog men naar het eiland Man. Het team bestond uit Kawashima, de monteurs Hisaichi Sekiguchi en Shunji Hirota, de manager Yoshitaka Iida en de coureurs Giichi Suzuki, Naomi Taniguchi, Junzo Suzuki, Teisuke Tanaka en Bill Hunt, een Amerikaan die ook als tolk fungeerde. Het team begon de trainingen en de verkenningen van de Clypse Course met Honda CB 92 Benly's die in februari op de markt gekomen waren. De vierklepskoppen die van de RC 141 de RC 142 maakten arriveerden per luchtpost, maar voor de race konden slechts drie machines omgebouwd worden. Het team werkte een maand lang inclusief de weekenden door om de machines raceklaar te maken, maar was alom nerveus toen de concurrenten begonnen te trainen. De Ultra-Lightweight TT werd gewonnen door Tarquinio Provini met een MV Agusta, Luigi Taveri werd met een MZ tweede en Mike Hailwood met een Ducati derde. Taniguchi werd zesde, Giichi Suzuki zevende, Tanaka achtste en Junzo Suzuki tiende. Taniguchi won een zilveren Replica en Giichi Suzuki en Tanaka wonnen bronzen Replica's. Het team kreeg ook de constructeursprijs.
In de hele Honda-fabriek begon men enthousiast te worden, ook nadat Soichiro Honda persoonlijk in een speciale uitgave van de bedrijfskrant zijn waardering had uitgesproken, maar erbij had vermeld dat er nog een lange weg te gaan was. De gemiddelde snelheid van de MV Agusta op Man was 119,17 km/h, terwijl Taniguchi's Honda slechts 109,90 km/h gemiddeld gehaald had. De topmachines reden gemiddeld rondetijden van 8 minuten en 40 seconden, terwijl de Honda's er gemiddeld 9 minuten en 22,2 seconden over deden.
1907 · 1908 · 1909 · 1910 · 1911 · 1912 · 1913 · 1914 · Eerste Wereldoorlog · 1920 · 1921 · 1922 · 1923 · 1924 · 1925 · 1926 · 1927 · 1928 · 1929 · 1930 · 1931 · 1932 · 1933 · 1934 · 1935 · 1936 · 1937 · 1938 · 1939 · Tweede Wereldoorlog · 1947 · 1948 · 1949 · 1950 ·1951 · 1952 · 1953 · 1954 · 1955 · 1956 · 1957 · 1958 · 1959 · 1960 · 1961 · 1962 · 1963 · 1964 · 1965 · 1966 · 1967 · 1968 · 1969 · 1970 · 1971 · 1972 · 1973 · 1974 · 1975 · 1976 · 1977 · 1978 · 1979 · 1980 · 1981 · 1982 · 1983 · 1984 · 1985 · 1986 · 1987 · 1988 · 1989 · 1990 · 1991 · 1992 · 1993 · 1994 · 1995 · 1996 · 1997 · 1998 · 1999 · 2000 · 2002 · 2003 · 2004 · 2005 · 2006 · 2007 · 2008 · 2009 · 2010 · 2011 · 2012 · 2013 · 2014